# Сборная Англии по футболу (до 21 года)
Сборная Англии по футболу до 21 года (англ. England's national Under-21 football team) — национальная сборная команда Англии, в составе которой могут выступать футболисты Англии в возрасте 21 года и младше. Многие игроки из молодёжной сборной Англии впоследствии выступают за основную сборную страны.
За эту сборную выступают английские футболисты, которым исполнилось не больше 21 года на момент начала двухлетней отборочной кампании к молодёжному чемпионату Европы, то есть игрокам может быть 22—23 года. Кроме сборной до 21 года существуют сборные до 20 лет (для турниров, не относящихся к УЕФА), до 19 лет и до 17 лет. Пока футболисты подходят по возрастным критериям, они могут выступать за любую сборную, например, за сборную до 21 года, затем за первую сборную, и потом снова за сборную до 21 года (как делали Джек Уилшир, Джордан Хендерсон и Дэнни Уэлбек). Также допускается вариант, когда футболист играл за молодёжную сборную одной страны, а впоследствии выступает за первую сборную другой страны.

## Участие в молодёжных чемпионатах Европы
| Финальные турниры | Финальные турниры    | Финальные турниры    | Финальные турниры    | Финальные турниры    | Финальные турниры    | Финальные турниры    | Финальные турниры    | Финальные турниры    |       | Отборочные турниры | Отборочные турниры | Отборочные турниры | Отборочные турниры | Отборочные турниры | Отборочные турниры | Отборочные турниры |
| Год               | Результат            | Место                | И                    | П                    | Н *                  | П                    | МЗ                   | МП                   | Место | И                  | П                  | Н *                | П                  | МЗ                 | МП                 |                    |
| ----------------- | -------------------- | -------------------- | -------------------- | -------------------- | -------------------- | -------------------- | -------------------- | -------------------- | ----- | ------------------ | ------------------ | ------------------ | ------------------ | ------------------ | ------------------ | ------------------ |
| 1978              | Полуфинал            | 4 из 8               | 4                    | 1                    | 2                    | 1                    | 4                    | 4                    | 1/3   | 4                  | 4                  | 0                  | 0                  | 17                 | 2                  |                    |
| 1980              | Полуфинал            | 3 из 8               | 4                    | 1                    | 1                    | 2                    | 1/3                  | 4                    | 4     | 4                  | 4                  | 0                  | 0                  | 11                 | 2                  |                    |
| 1982              | Чемпионы             | 1 из 8               | 6                    | 3                    | 2                    | 1                    | 11                   | 8                    | 1/4   | 6                  | 4                  | 1                  | 1                  | 12                 | 5                  |                    |
| 1984              | Чемпионы             | 1 из 8               | 6                    | 5                    | 0                    | 1                    | 13                   | 3                    | 1/4   | 6                  | 5                  | 0                  | 1                  | 13                 | 4                  |                    |
| 1986              | Полуфинал            | 4 из 8               | 4                    | 1                    | 2                    | 1                    | 3                    | 4                    | 1/4   | 6                  | 3                  | 2                  | 1                  | 9                  | 3                  |                    |
| 1988              | Полуфинал            | 3 из 8               | 4                    | 2                    | 1                    | 1                    | 6                    | 6                    | 1/3   | 4                  | 1                  | 3                  | 0                  | 7                  | 3                  |                    |
| 1990              | Не квалифицировалась | Не квалифицировалась | Не квалифицировалась | Не квалифицировалась | Не квалифицировалась | Не квалифицировалась | Не квалифицировалась | Не квалифицировалась | 2/4   | 6                  | 4                  | 1                  | 1                  | 10                 | 5                  |                    |
| 1992              | Не квалифицировалась | Не квалифицировалась | Не квалифицировалась | Не квалифицировалась | Не квалифицировалась | Не квалифицировалась | Не квалифицировалась | Не квалифицировалась | 2/4   | 6                  | 3                  | 1                  | 2                  | 11                 | 5                  |                    |
| 1994              | Не квалифицировалась | Не квалифицировалась | Не квалифицировалась | Не квалифицировалась | Не квалифицировалась | Не квалифицировалась | Не квалифицировалась | Не квалифицировалась | 4/6   | 10                 | 4                  | 3                  | 3                  | 20                 | 8                  |                    |
| 1996              | Не квалифицировалась | Не квалифицировалась | Не квалифицировалась | Не квалифицировалась | Не квалифицировалась | Не квалифицировалась | Не квалифицировалась | Не квалифицировалась | 2/5   | 8                  | 6                  | 1                  | 1                  | 13                 | 4                  |                    |
| 1998              | Не квалифицировалась | Не квалифицировалась | Не квалифицировалась | Не квалифицировалась | Не квалифицировалась | Не квалифицировалась | Не квалифицировалась | Не квалифицировалась | 1/5   | 10                 | 6                  | 3                  | 1                  | 11                 | 5                  |                    |
| 2000              | Групповой этап       | 5 из 8               | 3                    | 1                    | 0                    | 2                    | 6                    | 4                    | 1/5   | 9                  | 8                  | 0                  | 1                  | 26                 | 3                  |                    |
| 2002              | Групповой этап       | 7 из 8               | 3                    | 1                    | 0                    | 2                    | 4                    | 6                    | 1/5   | 8                  | 5                  | 2                  | 1                  | 18                 | 8                  |                    |
| 2004              | Не квалифицировалась | Не квалифицировалась | Не квалифицировалась | Не квалифицировалась | Не квалифицировалась | Не квалифицировалась | Не квалифицировалась | Не квалифицировалась | 3/5   | 8                  | 3                  | 2                  | 3                  | 14                 | 10                 |                    |
| 2006              | Не квалифицировалась | Не квалифицировалась | Не квалифицировалась | Не квалифицировалась | Не квалифицировалась | Не квалифицировалась | Не квалифицировалась | Не квалифицировалась | 2/6   | 12                 | 6                  | 4                  | 2                  | 23                 | 10                 |                    |
| 2007              | Полуфинал            | 3 из 8               | 4                    | 1                    | 3                    | 0                    | 5                    | 3                    | 1/3   | 4                  | 3                  | 1                  | 0                  | 8                  | 4                  |                    |
| 2009              | Финал                | 2 из 8               | 5                    | 2                    | 3                    | 0                    | 8                    | 9                    | 1/5   | 10                 | 8                  | 2                  | 0                  | 22                 | 5                  |                    |
| 2011              | Групповой этап       | 7 из 8               | 3                    | 0                    | 2                    | 1                    | 2                    | 3                    | 2/5   | 10                 | 6                  | 3                  | 1                  | 17                 | 8                  |                    |
| 2013              | Групповой этап       | 7 из 8               | 3                    | 0                    | 0                    | 3                    | 1                    | 5                    | 1/5   | 10                 | 9                  | 0                  | 1                  | 26                 | 3                  |                    |
| 2015              | Групповой этап       | 7 из 8               | 3                    | 1                    | 0                    | 2                    | 2                    | 4                    | 1/6   | 12                 | 11                 | 1                  | 0                  | 35                 | 4                  |                    |
| 2017              | Полуфинал            | 3 из 12              | 4                    | 2                    | 2                    | 0                    | 7                    | 3                    | 1/5   | 8                  | 6                  | 2                  | 0                  | 20                 | 3                  |                    |
| 2019              | Групповой этап       | 9 из 12              | 3                    | 0                    | 1                    | 2                    | 6                    | 9                    | 1/6   | 10                 | 8                  | 2                  | 0                  | 23                 | 4                  |                    |
| 2021              | Групповой этап       | 12 из 16             | 3                    | 1                    | 0                    | 2                    | 2                    | 4                    | 1/6   | 10                 | 9                  | 1                  | 0                  | 34                 | 9                  |                    |
| 2023              | Чемпионы             | 1 из 16              | 6                    | 6                    | 0                    | 10                   | 11                   | 0                    | 1/4   | 10                 | 8                  | 1                  | 1                  | 26                 | 7                  |                    |
| Всего             | 3 титула             | 17/24                | 68                   | 28                   | 18                   | 22                   | 95                   | 79                   |       |                    | 191                | 134                | 36                 | 21                 | 426                | 124                |

Сборная Англии по футболу до 21 года принимает участие в молодёжных чемпионатах Европы, которые проводятся по нечётным годам раз в два года (ранее проводились по чётным годам). Чемпионата мира для сборных до 21 года не существует, есть лишь чемпионат мира для игроков до 20 лет. Первые шесть молодёжных чемпионатов Европы (с 1978 по 1988 годы) сложились удачно для Англии, которая четыре раза доходила до полуфиналов и дважды выигрывала турнир в 1982 и 1984 годах. Однако после успешного периода начался не очень удачный этап выступлений молодёжной сборной Англии.
После поражения от сборной Франции в полуфинале молодёжного чемпионата Европы 1988 года, Англия не смогла квалифицироваться на пять молодёжных чемпионатов Европы подряд, с 1990 по 1998 годы. В отборочных матчах молодёжного чемпионата Европы 1998 года Англия заняла первое место в своей группе, но не попала в финальную стадию турнира. В финальной стадии должно принимать участие восемь команд, а групп было 9. В матче плей-офф между Англией и Грецией победила Греция, а Англия не квалифицировалась в финальный турнир, хотя проиграла лишь один из десяти отборочных матчей.
Англия без проблем квалифицировалась на молодёжный чемпионат Европы 2000 года, выиграв все отборочные матчи и не пропустив в них ни одного мяча под руководством Питера Тейлора. Когда Англии оставалось провести всего отборочных 3 матча, Тейлора заменил Ховард Уилкинсон. Под его руководством Англия выиграла два следующих матча, но проиграла последний со счётом 3:1 сборной Польши, испортив свои показатели в обороне. В финальной стадии молодёжного чемпионата Европы Англия вылетела на групповой стадии.
Под руководством Дэвида Платта Англия вышла на молодёжный чемпионат Европы 2002 года, но опять вылетела на  групповой стадии. После того, как сборная не квалифицировалась на молодёжный чемпионат Европы 2004 года, Платт был уволен, а на пост главного тренера вернулся Питер Тейлор. Под его руководством Англия вышла из отборочной группы, но матче плей-офф уступила сильной молодёжной сборной Франции, из-за чего пропустила молодёжный чемпионат Европы 2006 года.
Следующая отборочная кампания началась вскоре после окончания молодёжного чемпионата Европы 2006 года — это была квалификация к чемпионату Европы 2007 года среди команд до 21 года. УЕФА приняла решение о переносе даты проведения турнира на нечётные года, чтобы избежать пересечения с футбольными турнирами первых сборных, которые проводятся в чётные годы. Отборочная кампания была сильно сокращена и составляла по длительности менее года. В отборочной группе, состоящей из трёх команд, Англия финишировала на первом месте, опередив сборные Швейцарии и Молдавии, а затем выиграла двухматчевое противостояние плей-офф против молодёжной сборной Германии, после чего вышла на молодёжный чемпионат Европы, проходящий в Нидерландах. На чемпионате Англия уступила по пенальти в полуфинале хозяевам турнира.

## Главные тренеры
| Период       | Главный тренер   |
| ------------ | ---------------- |
| 1977—1990    | Дейв Секстон     |
| 1990—1993    | Лоури Макменеми  |
| 1994—1996    | Дейв Секстон     |
| 1996—1999    | Питер Тейлор     |
| 1999         | Питер Рид        |
| 1999—2001    | Говард Уилкинсон |
| 2001—2004    | Дэвид Платт      |
| 2004—2007    | Питер Тейлор     |
| 2007—2013    | Стюарт Пирс      |
| 2013—2016    | Гарет Саутгейт   |
| 2016—2021    | Эйди Бутройд     |
| 2021 — н. в. | Ли Карсли        |

Первым и самым успешным тренером молодёжной сборной Англии за всю её историю был Дейв Секстон, руководивший командой с 1977 по 1990 годы. В этот период он совмещал посты главного тренера в молодёжной сборной Англии и в клубах «Манчестер Юнайтед» (1977—1981) и «Ковентри Сити» (1981—1983). После ухода из «Ковентри» Секстон перешёл на работу в ФА на должность первого технического директора. С 1990 по 1993 годы тренером молодёжной сборной Англии работал ассистент Грэма Тейлора, Лоури Макменеми. Секстон вернулся в сборную в 1994 году, но уже в 1996 году окончательно ушёл из неё.
В 1996 году сборную возглавил Питер Тейлор, под руководством которого англичане выступали достаточно удачно, хотя и не смогли завоевать трофеи. В начале 1999 года он был уволен со своего поста. Его заменил Питер Рид, который, однако, подал в отставку после своего первого матча, так как хотел уделять больше времени своей работе на посту главного тренера «Сандерленда». Главным тренером был назначен Говард Уилкинсон, под руководством которого сборная выиграла только четыре матча из десяти, после чего он покинул команду, проработав в ней полтора года. Дэвид Платт руководил командой с 2001 по 2004 годы, но не добился с ней серьёзных успехов. В 2004 году в сборную вернулся Питер Тейлор. В январе 2007 года Тейлор покинул свой пост, так как тренер первой сборной Англии Стив Макларен хотел, чтобы сборной до 21 года руководил тренер, работающий на постоянной основе, а не по совместительству. Тейлор в тот момент совмещал руководство молодёжной сборной и клубом «Кристал Пэлас».
1 февраля 2007 года молодёжную сборную Англии на временной основе возглавил главный тренер «Манчестер Сити» Стюарт Пирс. 14 мая 2007 года Пирс покинул пост главного тренера «Сити», а 19 июля был назначен постоянным тренером сборной Англии до 21 года. После неудачного выступления молодёжной сборной на Евро-2013, в котором англичане проиграли все три матча, заняв последнее место в группе, Пирс покинул пост главного тренера молодёжной сборной Англии, так как Футбольная ассоциация приняла решение не продлевать с ним контракт.
В 2013 году главным тренером сборной стал Гарет Саутгейт. Под его руководством Англия прошла квалификацию на Евро-2015, но не смогла выйти из группы. После того, как Саутгейт был назначен временно исполняющим обязанности главного тренера основной сборной Англии в 2016 году, Эйди Бутройд занял его роль в качестве временно исполняющего обязанности главного тренера молодёжной сборной. В феврале 2017 года Бутройд был назначен главным тренером молодёжной сборной Англии на постоянной основе.

## Состав
Следующие футболисты были вызваны в сборную на чемпионат Европы 2023.
|  | Вр  | Джеймс Траффорд      | 10 октября 2002 (22 года)  | 5  | 0 | Манчестер Сити           |  |  |
|  | Вр  | Джош Гриффитс        | 5 сентября 2002 (22 года)  | 1  | 0 | Вест Бромвич Альбион     |  |  |
|  | Вр  | Карл Рашуорт         | 2 июля 2001 (24 года)      | 1  | 0 | Брайтон энд Хоув Альбион |  |  |
|  |     |                      |                            |    |   |                          |  |  |
|  | Защ | Макс Эронз           | 4 января 2000 (25 лет)     | 23 | 0 | Норвич Сити              |  |  |
|  | Защ | Тейлор Харвуд-Беллис | 30 января 2002 (23 года)   | 14 | 0 | Манчестер Сити           |  |  |
|  | Защ | Люк Томас            | 10 июня 2001 (24 года)     | 13 | 0 | Лестер Сити              |  |  |
|  | Защ | Чарли Крессуэлл      | 17 августа 2002 (22 года)  | 10 | 0 | Лидс Юнайтед             |  |  |
|  | Защ | Бен Джонсон          | 24 января 2000 (25 лет)    | 6  | 0 | Вест Хэм Юнайтед         |  |  |
|  | Защ | Леви Колуилл         | 26 февраля 2003 (22 года)  | 6  | 0 | Челси                    |  |  |
|  | Защ | Джарред Брантуэйт    | 27 июня 2002 (23 года)     | 1  | 0 | Эвертон                  |  |  |
|  |     |                      |                            |    |   |                          |  |  |
|  | ПЗ  | Оливер Скипп         | 16 сентября 2000 (24 года) | 18 | 0 | Тоттенхэм Хотспур        |  |  |
|  | ПЗ  | Кертис Джонс         | 30 января 2001 (24 года)   | 15 | 4 | Ливерпуль                |  |  |
|  | ПЗ  | Эйнджел Гомес        | 31 августа 2000 (24 года)  | 13 | 0 | Лилль                    |  |  |
|  | ПЗ  | Джейкоб Рэмзи        | 28 мая 2001 (24 года)      | 12 | 3 | Астон Вилла              |  |  |
|  | ПЗ  | Джеймс Гарнер        | 13 марта 2001 (24 года)    | 12 | 0 | Эвертон                  |  |  |
|  | ПЗ  | Томми Дойл           | 17 октября 2001 (23 года)  | 11 | 0 | Манчестер Сити           |  |  |
|  | ПЗ  | Харви Эллиотт        | 4 апреля 2003 (22 года)    | 8  | 0 | Ливерпуль                |  |  |
|  |     |                      |                            |    |   |                          |  |  |
|  | Нап | Морган Гиббс-Уайт    | 27 января 2000 (25 лет)    | 13 | 2 | Ноттингем Форест         |  |  |
|  | Нап | Энтони Гордон        | 24 февраля 2001 (24 года)  | 10 | 4 | Ньюкасл Юнайтед          |  |  |
|  | Нап | Имил Смит-Роу        | 28 июля 2000 (24 года)     | 10 | 3 | Арсенал                  |  |  |
|  | Нап | Коул Палмер          | 6 мая 2002 (23 года)       | 8  | 3 | Манчестер Сити           |  |  |
|  | Нап | Нони Мадуэке         | 10 марта 2002 (23 года)    | 7  | 1 | Челси                    |  |  |
|  | Нап | Кэмерон Арчер        | 9 декабря 2001 (23 года)   | 6  | 4 | Астон Вилла              |  |  |

## Статистика

### Игроки с наибольшим количеством матчей
Из-за возрастных ограничений футболисты не могут выступать за молодёжную сборную слишком долго. Самые талантливые английские игроки проводят не очень много матчей (если вообще проводят) перед вызовом в первую сборную Англии. На данный момент рекордсменом по количеству матчей за сборную Англии до 21 года является Джеймс Милнер.
| Место | Футболист         | Клуб(ы)                                    | Матчи |
| ----- | ----------------- | ------------------------------------------ | ----- |
| 1     | Джеймс Милнер     | Лидс Юнайтед, Ньюкасл Юнайтед, Астон Вилла | 46    |
| 2     | Натаниэл Чалоба   | Челси                                      | 40    |
| 3     | Нейтан Редмонд    | Бирмингем Сити, Норвич Сити, Саутгемптон   | 38    |
| 4     | Том Хаддлстоун    | Дерби Каунти, Тоттенхэм Хотспур            | 33    |
| 4     | Фабрис Муамба     | Бирмингем Сити, Болтон Уондерерс           | 33    |
| 6     | Джеймс Уорд-Проуз | Саутгемптон                                | 30    |
| 7     | Майкл Мансьенн    | Челси, Гамбург                             | 31    |
| 8     | Скотт Карсон      | Лидс Юнайтед, Ливерпуль                    | 29    |
| 8     | Стивен Тейлор     | Ньюкасл Юнайтед                            | 29    |
| 8     | Дэнни Роуз        | Тоттенхэм Хотспур                          | 29    |
| 9     | Джек Батленд      | Бирмингем Сити, Сток Сити                  | 28    |

### Игроки с наибольшим количеством забитых мячей
| Место | Футболист        | Клуб(ы)                                    | Голы |
| ----- | ---------------- | ------------------------------------------ | ---- |
| 1     | Эдди Нкетиа      | Арсенал                                    | 16   |
| 2     | Алан Ширер       | Саутгемптон                                | 13   |
| 2     | Фрэнсис Джефферс | Эвертон, Арсенал                           | 13   |
| 4     | Сейдо Берахино   | Вест Бромвич Альбион                       | 11   |
| 5     | Нейтан Редмонд   | Бирмингем Сити, Норвич Сити, Саутгемптон   | 10   |
| 6     | Фрэнк Лэмпард    | Вест Хэм Юнайтед                           | 9    |
| 6     | Даррен Бент      | Ипсвич Таун, Чарльтон Атлетик              | 9    |
| 6     | Тэмми Абрахам    | Челси                                      | 9    |
| 6     | Доминик Соланке  | Челси, Ливерпуль, Борнмут                  | 9    |
| 6     | Джеймс Милнер    | Лидс Юнайтед, Ньюкасл Юнайтед, Астон Вилла | 9    |
| 7     | Марк Хейтли      | Ковентри Сити, Портсмут                    | 8    |
| 7     | Карл Корт        | Уимблдон                                   | 8    |
| 7     | Гарри Кейн       | Тоттенхэм Хотспур                          | 8    |
| 7     | Льюис Бейкер     | Челси, Витесс                              | 8    |
| 8     | Марк Робинс      | Манчестер Юнайтед                          | 7    |
| 8     | Шола Амеоби      | Ньюкасл Юнайтед                            | 7    |
| 8     | Джермейн Дефо    | Вест Хэм Юнайтед                           | 7    |
| 8     | Рубен Лофтус-Чик | Челси                                      | 7    |

Примечания: В графе Клуб(ы) указаны футбольные клубы, за которые выступал игрок в период его выступлений за сборную до 21 года.